# オー!!マイ神様!!
『オー!!マイ神様!!』（オー!!マイかみさま!!）は、TBSテレビで2017年5月2日（1日深夜）から2018年3月27日（26日深夜）まで毎週火曜0:58 - 1:28（月曜深夜）に放送されていたバラエティ番組である。

## 概要
第一線で活躍する芸能人が、出会ってからずっと心に居座り、尊敬し愛してやまない"マイ神"（マイかみ）の出会いや虜になったきっかけ、武勇伝や名言といった様々な魅力を伝える神様プレゼンバラエティーであった。

## 出演者
MC
- 田中裕二（爆笑問題）

進行アシスタント
- カズレーザー（メイプル超合金）

## 放送リスト
| 2017年                                                                | 2017年   | 2017年                         | 2017年                 | 2017年                               | 2017年                               |
| 回                                                                    | 放送日   | マイ神                         | マイ神プレゼンター     | マイ神見届け人                       | 備考                                 |
| --------------------------------------------------------------------- | -------- | ------------------------------ | ---------------------- | ------------------------------------ | ------------------------------------ |
| 1                                                                     | 5月2日   | 古田敦也                       | 山崎育三郎             | 池田美優                             |                                      |
| 2                                                                     | 5月9日   | 山口小夜子                     | アンミカ               | 林田岬優                             |                                      |
| 3                                                                     | 5月16日  | スティーブ・ジョブズ           | 堀江貴文               | 岡田結実                             |                                      |
| 4                                                                     | 5月23日  | ソクラテス                     | 武井壮                 | 須藤凜々花（NMB48）                  |                                      |
| 5                                                                     | 5月30日  | カンニング竹山                 | いとうあさこ           | 加藤ナナ                             |                                      |
| 6                                                                     | 6月6日   | 五嶋みどり                     | 宮尾俊太郎             | 伊藤萌々香（フェアリーズ）           |                                      |
| 7                                                                     | 6月13日  | ブラッド・ピット               | 塚田僚一（A.B.C-Z）    | 泉里香                               |                                      |
| 8                                                                     | 6月20日  | 細野晴臣                       | 塙宣之（ナイツ）       | ちゃんみな                           |                                      |
| 9                                                                     | 6月27日  | マニー・パッキャオ             | 亀田興毅               | 小倉優香                             |                                      |
| 10                                                                    | 7月4日   | ジャッキー・チェン             | みやぞん（ANZEN漫才）  | トミタ栞                             |                                      |
| 11                                                                    | 7月11日  | 上野水香                       | 柚希礼音               | 小嶋真子（AKB48）                    |                                      |
| 12                                                                    | 7月18日  | 大山倍達                       | 長嶋一茂               | 越智ゆらの                           | 1:13 - 1:43に放送。 （15分繰り下げ） |
| 13                                                                    | 7月25日  | ちゃらんぽらん冨好真           | 友近                   | 薬丸玲美                             | 1:00 - 1:30に放送。 （2分繰り下げ）  |
| 14                                                                    | 8月1日   | 徳川家康                       | 松村邦洋               | 鎌田菜月（SKE48）                    | 1:08 - 1:38に放送。 （10分繰り下げ） |
| （※8月8日は『世界陸上ロンドン』〈前日23:00 - 7:00〉の中継のため休止） |          |                                |                        |                                      |                                      |
| 15                                                                    | 8月15日  | カミナ（天元突破グレンラガン） | サンシャイン池崎       | 岡田紗佳                             |                                      |
| 16                                                                    | 8月22日  | BLANKEY JET CITY               | 小峠英二（バイきんぐ） | 都丸紗也華                           |                                      |
| 17                                                                    | 8月29日  | 岡田以蔵                       | 東国原英夫             | 朝日奈央                             |                                      |
| 18                                                                    | 9月5日   | 堀井雄二                       | 中川翔子               | 飯窪春菜（モーニング娘。）           |                                      |
| 19                                                                    | 9月12日  | 高円寺                         | 小宮浩信（三四郎）     | 堀田茜                               |                                      |
| 20                                                                    | 9月19日  | 植村直己                       | 野口健                 | 星名美津紀                           |                                      |
| 21                                                                    | 9月26日  | 植村直己                       | 野口健                 | 星名美津紀                           |                                      |
| 22                                                                    | 10月3日  | 浮雲 (映画)                    | 行定勲                 | 上西星来（東京パフォーマンスドール） |                                      |
| 23                                                                    | 10月10日 | 大高輝美                       | 光浦靖子（オアシズ）   | Niki                                 | 1:43 - 2:13に放送。 （53分繰り下げ） |
| 24                                                                    | 10月17日 | オフコース                     | ふかわりょう           | ちゃんみな                           |                                      |
| 25                                                                    | 10月24日 | クイズ!ヘキサゴンII            | 矢口真里               | 浅川梨奈（SUPER☆GiRLS）              |                                      |
| 26                                                                    | 10月31日 | ジョン万次郎                   | ビビる大木             | 朝日奈央                             | 1:13 - 1:43に放送。 （15分繰り下げ） |
| 27                                                                    | 11月7日  | 平賀源内                       | 品川祐（品川庄司）     | 岡井千聖                             | 1:13 - 1:43に放送。 （15分繰り下げ） |
| 28                                                                    | 11月14日 | チャールズ・チャップリン       | 石丸幹二               | 大石絵理                             |                                      |
| 29                                                                    | 11月21日 | スピッツ                       | アキラ100%             | 紗蘭                                 | 1:00 - 1:30に放送。 （2分繰り下げ）  |
| 30                                                                    | 11月28日 | アメコミヒーロー               | AYA                    | 小倉優子                             |                                      |
| 31                                                                    | 12月5日  | 吉岡秀隆                       | 山崎樹範               | アンジェラ芽衣                       |                                      |
| 32                                                                    | 12月12日 | 初音ミク                       | 古坂大魔王             | 佐藤エリ                             |                                      |
| 33                                                                    | 12月19日 | 素晴らしき哉、人生!            | 山崎貴                 | 出口亜梨沙                           |                                      |
| 34                                                                    | 12月26日 | 三島由紀夫                     | 猪瀬直樹               | 永尾まりや                           |                                      |

| 2018年                                                                    | 2018年  | 2018年                 | 2018年                                              | 2018年            | 2018年                             |
| 回                                                                        | 放送日  | マイ神                 | マイ神プレゼンター                                  | マイ神見届け人    | 備考                               |
| ------------------------------------------------------------------------- | ------- | ---------------------- | --------------------------------------------------- | ----------------- | ---------------------------------- |
| （※1月2日は『お正月限定!超豪華な吉本新喜劇SP』〈0:25 - 1:55〉のため休止） |         |                        |                                                     |                   |                                    |
| 35                                                                        | 1月9日  | 三島由紀夫             | 猪瀬直樹                                            | 永尾まりや        |                                    |
| 36                                                                        | 1月16日 | 三島由紀夫             | 猪瀬直樹                                            | 永尾まりや        |                                    |
| 37                                                                        | 1月23日 | マイルス・デイヴィス   | 菊地成孔                                            | 菊地亜美          |                                    |
| 38                                                                        | 1月30日 | 君も出世ができる       | 杉谷一隆                                            | Dream Ami         |                                    |
| 39                                                                        | 2月6日  | マドンナ               | 田中隼人                                            | 山本舞香          |                                    |
| 40                                                                        | 2月13日 | La.mama                | 神奈月                                              | 岡井千聖          | 1:08 - 1:38に放送 （10分繰り下げ） |
| 41                                                                        | 2月20日 | 空海                   | 夢枕獏                                              | 堀田茜            | 1:08 - 1:38に放送 （10分繰り下げ） |
| 42                                                                        | 2月27日 | KISS                   | 古田新太                                            | 大原優乃          |                                    |
| 43                                                                        | 3月6日  | 少年院の更生プログラム | 出口保行                                            | 岡田結実          |                                    |
| 44                                                                        | 3月13日 | 段田安則               | 八嶋智人                                            | 藤井サチ          |                                    |
| 45                                                                        | 3月20日 | 勝新太郎               | 高橋克実                                            | 伊原六花          |                                    |
| 46                                                                        | 3月27日 | （総集編）             | 田中裕二（爆笑問題） カズレーザー（メイプル超合金） | （なし）          | 最終回                             |
| SP                                                                        | 4月14日 | サミー・デイヴィスJr.  | 高嶋政伸                                            | 田中隼人 内田理央 | 14:00 - 15:00に放送。              |

## ネット局
| 放送対象地域   | 放送局                | 系列    | 放送日時                     | 放送開始日    | ネット状況 | 備考   |
| -------------- | --------------------- | ------- | ---------------------------- | ------------- | ---------- | ------ |
| 関東広域圏     | TBSテレビ（TBS）      | TBS系列 | 火曜 0:58 - 1:28（月曜深夜） | 2017年5月2日  | 制作局     | 制作局 |
| 岩手県         | IBC岩手放送（IBC）    | TBS系列 | 火曜 0:58 - 1:28（月曜深夜） | 2017年5月2日  | 同時ネット |        |
| 愛媛県         | あいテレビ（itv）     | TBS系列 | 火曜 0:58 - 1:28（月曜深夜） | 2017年5月2日  | 同時ネット |        |
| 静岡県         | 静岡放送（SBS）       | TBS系列 | 土曜 1:25 - 1:55（金曜深夜） | 2017年5月6日  | 遅れネット |        |
| 岡山県・香川県 | 山陽放送（RSK）       | TBS系列 | 火曜 1:50 - 2:20（月曜深夜） | 2017年5月9日  | 遅れネット |        |
| 山形県         | テレビユー山形（TUY） | TBS系列 | 火曜 0:55 - 1:25（月曜深夜） | 2017年5月16日 | 遅れネット |        |
| 宮城県         | 東北放送（TBC）       | TBS系列 | 月曜 0:55 - 1:15（日曜深夜） | 2017年5月22日 | 遅れネット |        |
| 宮崎県         | 宮崎放送（mrt）       | TBS系列 | 金曜 1:00 - 1:30（木曜深夜） | 2017年10月6日 | 遅れネット |        |
| 福岡県         | RKB毎日放送（RKB）    | TBS系列 | 火曜 0:55 - 1:25（月曜深夜） | 2018年1月9日  | 遅れネット | [ 9 ]  |
| 近畿広域圏     | 毎日放送（MBS）       | TBS系列 | 土曜 1:20 - 1:50（金曜深夜） | 2018年1月20日 | 遅れネット |        |
| 石川県         | 北陸放送（MRO）       | TBS系列 | 金曜 1:30 - 2:00（木曜深夜） | 不明          | 遅れネット |        |

## スタッフ
- 構成：石塚祐介、カツオ、丸山コウジ、コバヤシマナブ、野口悠介、松葉佐彰仁
- ナレーター：小坂由里子
- TM：八木真
- TD：千葉明津、中村純（週替り）
- VE：徳永一馬、吉岡辰沖（週替り）
- CAM：杉山紀行
- MIX：斉藤宏司
- LD：清水朝彦
- 美術プロデューサー／デザイナー：山口智広
- 美術制作：町山充洋
- 装置：正代俊明
- 操作：加藤優希
- 装飾：森田琴衣
- 電飾：西田和正
- メイク：アートメイク・トキ
- 編集：本田修士
- MA：豊田紗佑里
- 音効：舛谷佑樹
- 編成：上田淳也
- 宣伝：中島聡、小山陽介
- TK：飯塚愛美
- リサーチ：ライダーズ・オフィス、リベラス
- デスク：堀江知里
- 進行：古宮紀子
- AD：廣岡淳也、遠藤卓哉、赤嶺栄茉、河崎真穂、渕田美琴、和田みゆき
- アシスタントプロデューサー：齋藤樹里、木村真菜
- ディレクター：大保大輔、伊藤高史、山本健矢、白井秀知、二宮孝太郎（二宮→以前は進行）（週替り）
- チーフディレクター：内田雅行
- プロデューサー：山本一雄、福島千紘
- 総合演出：勝田拓也
- 製作著作：TBS

### 過去のスタッフ
- 構成：桜井慎一
- MA：オムニバス・ジャパン
- 編成：中島啓介
- AD：安岡温彦、今圭人、高橋愛実
- 制作：大久保竜